# Thaise troonopvolging
Een Thaise troonopvolging heeft veel weg van een pauselijk conclaaf: in tegenstelling tot wat men in het Westen gewend is, is het tot het laatste moment onzeker wie de volgende koning zal worden. Het is gebruikelijk dat er een raad bijeengeroepen wordt van de meest vooraanstaande staatslieden, die hun mening geven over de mogelijke kandidaten voor het koningschap.
In het verleden heeft dit regelmatig aanleiding gegeven tot verrassingen, zoals toen de toekomstige koning Rama IV (Mongkut) in 1824 werd overgeslagen (omdat hij te jong was? Hij werd monnik in afwachting van een volgende kans, die hij kreeg in 1851) ten gunste van zijn halfbroer Rama III. In 1868 werd de 15-jarige Chulalongkorn, ondanks dat hij door velen te jong werd gevonden, toch als koning Rama V aangesteld om aan de verwachtingen in het Westen te voldoen.
In de tijd van het koninkrijk Ayutthaya was het niet ongebruikelijk voor prinsen om een aanspraak op de troon kracht bij te zetten met militaire middelen.
In 2016 was het dus niet vooraf duidelijk wie koning Rama IX zou opvolgen. 